# Пам'ятний знак жертвам Чорнобильської катастрофи (Чернігів)
Пам'ятний знак жертвам Чорнобильської катастрофи — пам'ятник монументального мистецтва місцевого значення у Чернігові.

## Історія
Розпорядженням Чернігівської обласної державної адміністрації від 18.12.1998 № 856 надано статус «пам'ятника монументального мистецтва місцевого значення» з охоронним № 133 під назвою «Пам'ятний знак жертвам Чорнобильської катастрофи».
Розташований у «комплексній охоронній зоні пам'яток історичного центру міста», згідно з правилами забудови та використання території. Встановлено інформаційну дошку.

## Опис
1996 року на алеї Героїв: навпроти будинку № 16А проспекту Миру встановлено пам'ятний знак жертвам Чорнобильської катастрофи — аварії на Чорнобильській АЕС 26 квітня 1986 року. На відкритті був присутній Президент України Леонід Кучма.
Пам'ятний знак розташований на узвишші, до якого ведуть сходинки, і являє собою скульптурну композицію на постаменті. Постамент складається з двох різновеликих обсягів, розташованих один на одному. Майданчик піднесення, сходи і постамент облицьовані чорним гранітом. На верхньому об'ємі висічено напис: «26 квітня 1986» («26 квітня 1986»), на торці верхнього об'єму — «Авторі: Єршов. Г. Архітектори: Гагарін А. Султанов А. Споруджено: 1996 р.» (З допущеними орфографічними помилками) («Автори: Єршов. Г. Архітектори: Гагарін А. Султанов А. Споруджений: 1996»). Скульптурна композиція — «мирний атом», усередині якого людина, зі спрямованими вгору руками. Під час реконструкції алеї Героїв у період 2017—2018 років було видозмінено сходинки, що ведуть до піднесення, та облицювання нижнього об'єму постаменту, майданчика піднесення і сходинок: замінено з чорного на сірий граніт.
Скульптор — Г. О. Єршов, архітектори: А. А. Султанов, А. Н. Гагарін.